# П'єр Корб
П'єр Корб (фр. Pierre Korb, 20 квітня 1908, Мюлуз — 22 лютого 1980) — французький футболіст, що грав на позиції нападника, флангового півзахисника, зокрема, за клуби «Мюлуз» та «Сошо», а також національну збірну Франції.
Чемпіон Франції. Володар Кубка Франції. 

## Клубна кар'єра
У футболі дебютував 1930 року виступами за «Мюлуз», в якому провів сім сезонів. 
Своєю грою за цю команду привернув увагу представників тренерського штабу клубу «Сошо», до складу якого приєднався 1937 року. Відіграв за команду із Сошо наступні два сезони своєї ігрової кар'єри. Більшість часу, проведеного у складі «Сошо», був основним гравцем команди. За цей час виборов титул чемпіона Франції.
Завершив професійну ігрову кар'єру у клубі «Мюлуз», у складі якого вже виступав раніше. Прийшов до команди 1939 року, захищав її кольори до припинення виступів на професійному рівні у 1941.

## Виступи за збірну
1930 року дебютував в офіційних матчах у складі національної збірної Франції. Протягом кар'єри у національній команді, яка тривала 5 років, провів у її формі 12 матчів, забивши 2 голи.
Був присутній в заявці збірної на чемпіонаті світу 1934 року в Італії, але на поле не виходив.
Помер 22 лютого 1980 року на 72-му році життя.

## Титули і досягнення
- Чемпіон Франції (1):

«Сошо»: 1937-1938
- Володар Кубка Франції (1):

«Сошо»: 1937-1938